# Audenis
Audenis fou la marca comercial dels tricicles de repartiment que fabricà l'empresa Talleres Francisco Audenis a Barcelona entre el 1931 i 1936.

## Història
Francesc Audenis i Rimundi (Barcelona, 1896)) fou un perit mecànic que va treballar com a torner i ajustador en diferents empreses fins a arribar a encarregat a l'empresa de Joaquim Matas, on algunes fonts afirmen que fou el responsable de la realització de l'automòbil d'aquella marca. Més tard entrà d'encarregat a les empreses Stevenson, Romagosa y Cía i «Mariano Sancho» i el 1924 es va establir pel seu compte amb un taller mecànic al número 212 del carrer Menéndez Pelayo, amb el nom comercial de Talleres Francisco Audenis. El 1927 va traslladar el taller al carrer Pau Claris número 98 i el 1931, al carrer de Muntaner número 185-187 (on va treballar fins al 1952).
Des del 1931 i fins a l'esclat de la guerra civil espanyola el 1936, a més de dedicar-se a la reparació d'automòbils, Francesc Audenis va fundar la marca Audenis, amb la qual fabricà i comercialitzà vora 50 unitats d'un tricicle de repartiment amb volant d'automòbil i cabina tancada, tipus motocarro, equipats amb motors Villiers de 350 cc o JAP de 600 cc, i més tard DKW. La marca va exposar els seus tricicles a la VII Exposició Internacional d'Automòbils de Barcelona de 1935.
L'establiment de Francesc Audenis esdevingué taller oficial de la marca Auto-Union i es va dedicar també a la fabricació de gasògens després de la guerra. El 1953, Audenis va abandonar les instal·lacions del carrer Muntaner i va crear l'empresa Talleres FAR (inicials del seu nom i cognoms), amb seu al número 11 del carrer Regàs, on muntà els tallers oficials de Finanzauto i es dedicà en exclusiva a la reparació i manteniment de les camionetes DKW.
Algunes fonts indiquen que, durant l'etapa de Talleres FAR, Francesc Audenis va intentar sense èxit la fabricació d'un microcotxe, del qual només se'n va arribar a fabricar una unitat de proves.